# Lasy Mirczańskie
 Lasy Mirczańskie  (kod PLH060104) – specjalny obszar ochrony siedlisk sieci Natura 2000, zlokalizowany na terenie województwa lubelskiego. Obszar obejmuje powierzchnię 156,58 ha. Teren  wyznaczony został w celu długotrwałego zabezpieczenia naturalnych siedlisk życia jakim jest grąd środkowoeuropejski i subkontynentalny (Galio-Carpinetum, Tilio-Carpinetum). 